# Cecilia di Francia
Cecilia di Francia (1097 – dopo il 1145) fu principessa consorte di Antiochia dal 1106 al 1112, poi contessa consorte di Tripoli dal 1112 al 1137.

## Origine
Figlia ultimogenita del re di Francia Filippo I (1052-1108) e della sua seconda moglie, Bertrada di Montfort (ca. 1070 - ca. 1115), come viene riportato dalla Historia Regum Francorum Monasterii Sancti Dionysii (Storia del Regno dei franchi del Monastero di San Dionigi), che cita Philippum et Florum et filiam unam (Filippo e Flora e una figlia) come figli di Philippus rex [et] Fulconi Rechin Andagavorum comiti uxorem (re Filippo e Bertranda) (i genitori di Cecilia sono citati anche da Guglielmo di Tiro), figlia di Simone I signore di Montfort e di Agnese d'Évreux, figlia di Riccardo, conte d'Évreux e di Godehilde.
Filippo I di Francia, secondo Hugonis Floriacensis, Liber qui Modernorum Regum Francorum continet Actus era figlio del re di Francia Enrico I (1008-1060) e dalla principessa Anna di Kiev (1024 - 5 settembre 1075), figlia, sempre secondo l'Hugonis Floriacensis, Liber qui Modernorum Regum Francorum continet Actus, di Jaroslav I il Saggio sovrano della Rus' di Kiev e di Ingegerd Olofsdotter di Svezia.

## Biografia

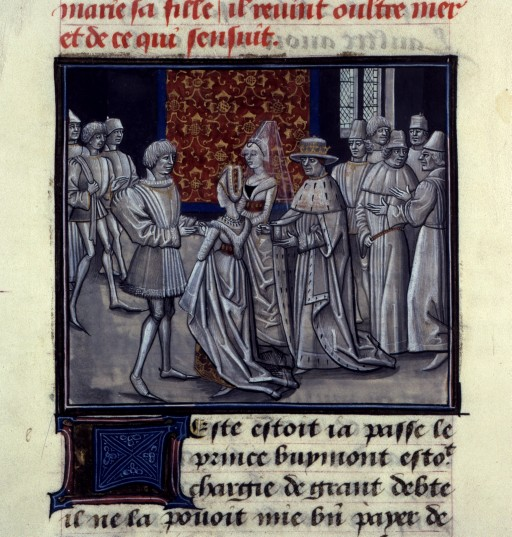
Matrimonio delle figlie di Filippo I;
Guglielmo di Tiro, Historia, miniatura del XV secolo.

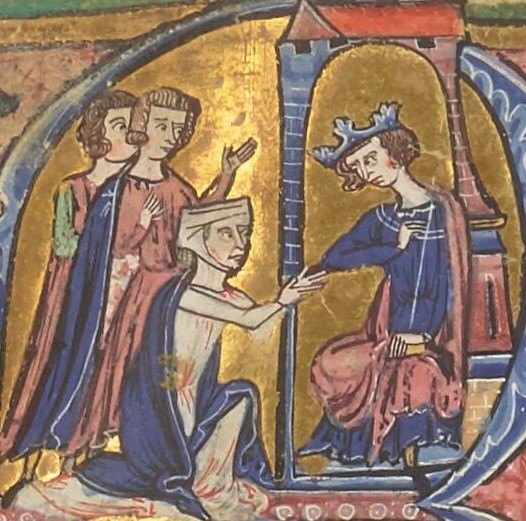
Cecilia col fratellastro, Folco, re di Gerusalemme.

La sua nascita avvenne sotto il marchio dell'illegittimità perché i suoi genitori, quando si erano sposati, erano entrambi già sposati e i rispettivi coniugi ancora in vita, infatti suo padre, Filippo, dopo essersi invaghito di Bertrada di Montfort, la moglie del conte d'Angiò, Folco IV il Rissoso, aveva ripudiato la moglie, Berta e sposato Bertrada, il 15 maggio 1092. Anche se i loro precedenti matrimoni era stato annullati da un'assemblea di prelati, il vescovo Ivo di Chartres si era opposto al matrimonio e, nel 1094, l'arcivescovo di Lione, Ugo, scomunicò, una prima volta, Filippo e Bertrada; scomunica che, secondo lo storico britannico, medievalista e bizantinista, Steven Runciman, fu confermata da papa Urbano II, nell'ottobre del 1094, al concilio di Autun e che ripeté al concilio di Clermont nel novembre del 1095.
Cecilia fu legittimata solo nel 1104 con la revoca della scomunica, quando Bertrade si sottomise alla richiesta di papa Pasquale II e si ritirò nell'Abbazia di Fontevrault e, secondo lo storico Patrick van Kerrebrouck, il matrimonio dei genitori di Cecilia fu ritenuto valido al concilio di Parigi del mese di dicembre.

### Matrimonio con Tancredi
Nel 1106 Boemondo di Taranto, crociato, divenuto Principe di Antiochia, come ci narra Guglielmo di Tiro nel suo Historia rerum in partibus transmarinis gestarum rientrò in Europa per ottenere aiuti e per sposare Costanza di Francia, la figlia del re di Francia Filippo I.
Approfittando del suo prestigio e della sua fortuna, in quella stessa occasione, Boemondo concordò anche il matrimonio di Cecilia con suo nipote Tancredi, reggente del Principato d'Antiochia e principe di Galilea; Tancredi era considerato uno dei più prodi cavalieri dell'epoca, egli aveva accompagnato ed assistito Goffredo di Buglione ben oltre la presa di Gerusalemme ed aveva conquistato la Galilea, come vassallo di Goffredo, ma non essendo in buoni rapporti con Baldovino I, fratello e successore di Goffredo, aveva rinunciato alla Galilea per raggiungere Antiochia, dove assicurò la reggenza del principato, durante le assenze dello zio.
Secondo Steven Runciman, Cecilia, verso la fine del 1106, partì per Antiochia via mare per raggiungere Tancredi che sposò entro quell'anno.
Dato che lo zio, Boemondo, non fece più ritorno ad Antiochia, il marito di Cecilia, Tancredi, continuò ad essere reggente fino alla morte di Boemondo (avvenuta nel 1111), quando rimase reggente del principato di Antiochia, per conto del figlio di Boemondo I, Boemondo II, ancora minorenne.

### Matrimonio con Ponzio e discendenza
Secondo Steven Runciman, Tancredi, prima di morire, nel 1112, lasciò la reggenza del principato di Antiochia a Ruggero di Salerno, e per placare la rivalità tra i crociati Normanni di Antiochia e quelli provenzali di Tripoli, che si era accesa durante l'assedio di Antiochia, aveva fatto promettere al conte di Tripoli, Ponzio (ca. 1096 † 1137) di sposare Cecilia offrendogli in dote le fortezze di Arcicanum e Rugia.
Il matrimonio di Ponzio e Cecilia (come ci conferma Guglielmo di Tiro) fu celebrato a Tripoli nel 1112, viene confermato anche dal canonico e cronista, Alberto di Aquisgrana nell'Historia Hierosolymitanæ Expeditionis.

### Altri avvenimenti
Nel 1126, secondo il Dictionnaire Historique et Généalogique des Grandes Familles de Grèce, d'Albanie et de Constantinople, divenne signora di Tarso e Mamistra, nel Regno armeno di Cilicia.
Nel 1133, suo marito, Ponzio fu assediato nel suo castello di Montferrand, a Baarin, sui monti Nosairi, da Zangi, atabeg di Mosul ed Aleppo; appresa questa notizia, Cecilia si recò immediatamente a Gerusalemme per chiedere aiuto al suo fratellastro materno, Folco d'Angiò, re di Gerusalemme, che intervenne e i musulmani tolsero l'assedio.
Secondo Guglielmo di Tiro, Cecilia rimase vedova, nei primi mesi del 1137, quando Mahmud atabeg di Damasco invase la contea di Tripoli. Il conte Ponzio lo affrontò di fronte al Mons Peregrinus, dove fu sconfitto e messo in fuga con i suoi uomini; tradito, venne catturato e ucciso. Il figlio Raimondo, raccolti i superstiti, si ritirò a Tripoli dove succedette al padre nel titolo di conte.
La morte di Ponzio è ricordata anche nel Tomus V dell'Historia Ecclesiastica, Libri tredicim, di Orderico Vitale, combattendo contro gli abitanti del luogo (ethnicos)
Dopo la morte del marito, ancora secondo Steven Runciman, Cecilia chiese Gibelletto a titolo di rendita vitalizia, invece ricevette Castel-Rouge e Arzghan.
Secondo il Cartulaire de l'église de Saint-Sépulchre de Jerusalem, Cecilia, assieme al figlio il conte Raimondo, fece una donazione alla chiesa del Santo Sepolcro per l'anima del marito defunto.
Cecilia morì dopo il 1145, anno in cui si hanno ancora notizie.

## Figli
Cecilia a Tancredi non diede alcun figlio, mentre a Ponzio ne diede tre:
- Raimondo[13] (circa 1120 †; 1152), conte di Tripoli,
- Filippo, citato nel 1126 e nel 1142,
- Agnese[16](circa 1120 †; 1183), sposa Renaud II signore di Marqab.

### Fonti primarie
- (LA)  HISTORIA HIEROSOLYMITANAE EXPEDITIONIS, libro IX.
- (LA)  Historia rerum in partibus transmarinis gestarum, libro XI.
- (LA)  Cartulaire de l'église de Saint-Sépulchre de Jerusalem.
- (LA)  Historia Ecclesiastica, Libri tredicim, Tomus V.
- (LA)  Monumenta Germaniae Historica, Scriptores, tomus IX.
- (LA)  Regesta Regni Hierosolymitani.
- (LA)  Historia rerum in partibus transmarinis gestarum, libro XIV.

### Letteratura storiografica
- Charles Lethbridge Kingsford, Il regno di Gerusalemme, 1099-1291, in «Storia del mondo medievale», vol. IV, 1999, pp. 757–782
- (FR) Ivan Gobry, Histoire des Rois de France, Philippe I, père de Louis VI, Parigi, Pygmalion, 2003, ISBN 2-85704-799-1.